# Santa Fe de Mondújar (kommunhuvudort)
Santa Fe de Mondújar är en kommunhuvudort i Spanien.   Den ligger i provinsen Provincia de Almería och regionen Andalusien, i den södra delen av landet, 400 km söder om huvudstaden Madrid. Santa Fe de Mondújar ligger 235 meter över havet och antalet invånare är 429.
Terrängen runt Santa Fe de Mondújar är huvudsakligen kuperad, men västerut är den bergig. Runt Santa Fe de Mondújar är det ganska tätbefolkat, med 60 invånare per kvadratkilometer. Närmaste större samhälle är Almería, 16,4 km söder om Santa Fe de Mondújar. Omgivningarna runt Santa Fe de Mondújar är i huvudsak ett öppet busklandskap.